# Sàpiens
Sàpiens es una revista española en lengua catalana de divulgación histórica y periodicidad mensual. Pertenece al Grupo Cultura 03 y se distribuye en Cataluña.
Sus artículos tratan desde la prehistoria hasta la Edad Contemporánea, y tratan una amplia variedad temática que incluye, entre otros, política, cultura, economía, naturaleza, gastronomía y ciencia. La revista lleva a cabo investigaciones para aportar datos a hechos históricos poco conocidos o ignorados de la historia. Cada número cuenta con la colaboración de personas del ámbito académico, tanto escribiendo artículos como asesorando a los periodistas.
En la actualidad recibe subvenciones por parte de la Generalidad de Cataluña.

## Historia
En 2002 un equipo de historiadores, inversores y periodistas formado, entre otros, por Jordi Creus, Joan Morales, Eduard Voltas, Josep Maria Solé y Sabaté, Andrey Mayayo y Agustí Alcoberro, empezaron a trabajar la idea de hacer una revista de historia en catalán, haciendo seguir la fórmula de creación de artículos con un binomio historiador-periodista.
Sàpiens publicó su primer número en noviembre del 2002, con un especial sobre el espía catalán Juan Pujol, alias Garbo. El proyecto fue empujado por el éxito de las revistas de aparición reciente Descobrir Catalunya y Descobrir Cuina, en un contexto donde la carencia de revistas en catalán en los quioscos era la norma.
Durante su existencia sus historiadores han investigado en más de 50 archivos de todo el mundo, entre los que destacan el Archivo Nacional de Washington, Ámsterdam,  Marruecos, el Sáhara, Roma, Nápoles, Moscú o Suiza. También ha trabajado a buscar nuevas líneas de investigación sobre la Guerra de Sucesión Española o sobre la ubicación de la tumba del presidente del Barcelona FC Josep Suñol.
El mes de febrero de 2011 celebraron la publicación de su número 100, con una fiesta en el bar metrónomo de Barcelona, donde asistieron personalidades como Jordi Pujol y Pasqual Maragall.
Actualmente es la revista en catalán más leída de Cataluña.

### Sàpiens Digital
La revista se vende en formato digital desde su primer número.

## Difusión
Según el Oficina de Justificación de la Difusión (OJD), durante el 2007 Sàpiens tuvo una tirada media de 31.199 ejemplares y una media de ventas de 21.395 ejemplares. En 2009, aun así, le daba una tirada media de 30.312 y una difusión de 19.864.
Por su parte, el Barómetro de la Comunicación y la Cultura, impulsado por la fundación FUNDACC, en su segunda oleada de 2009 (marzo de 2008-febrero de 2009) dio a Sàpiens 93.000 lectores mensuales de media en Cataluña.

## Directores
- Eduard Voltas (noviembre de 2002 – octubre de 2003)
- Jordi Creus (noviembre de 2003 – noviembre de 2010)
- Clàudia Pujol (diciembre de 2010 – actualidad)[8]

## Premios y reconocimientos
- 2009 - Premio Àngel de Bronce de la Comunicación, otorgado por la Universidad de Gerona y El Punt
- 2009 - Premio Triángulo Rosa, otorgado por el Colectivo Gay de Barcelona, por el reportaje Franco contra los homosexuales (Sàpiens 74)
- 2011 - Premio Pedrenyal de Honor[9]
- 2012 - Premio Appec[10]